# توسکارورا (نیویورک)
توسکارورا، نیویورک (به انگلیسی: Tuscarora, New York) یک منطقهٔ مسکونی در ایالات متحده آمریکا است که در ایالت نیویورک واقع شده‌است.

## خصوصیات
توسکارورا ۹۷٫۹ کیلومترمربع مساحت و ۱٬۴۷۳ نفر جمعیت دارد و ۳۵۲ متر بالاتر از سطح دریا واقع شده‌است.